# Xabier Gómez García
Xabier Gómez García, O.P. (Azcoitia, 11 de abril de 1970) é um clérigo católico espanhol, membro da Ordem dos Pregadores. Ele é bispo de Sant Feliu de Llobregat desde 2024.

## Biografia
Nasceu em 11 de abril de 1970, no município espanhol de Azcoitia, Guipúzcoa.
Depois de estudar na Pontifícia Faculdade de Teologia San Esteban de Salamanca (2003-2005), obteve a licenciatura em Teologia. Posteriormente, obteve o título de Mestre em Orientação e Mediação Familiar pela Universidade Pontifícia de Salamanca (2006). Além disso, concluiu uma especialização em Mediação Social Intercultural na Universidade Autónoma de Madrid (2007).
Além de basco e espanhol, ele fala catalão e francês.

### Vida religiosa
Sua ordenação sacerdotal ocorreu em 12 de junho de 1994, pelas mãos do Bispo José María Setién; tornando-se parte da diocese de San Sebastián.
Como sacerdote desempenhou os seguintes ministérios:
- Vigário paroquial de Elgóibar (1994-1997).
- Pároco e coordenador da Unidade Pastoral de Escoriaza - Arechavaleta (1997-2003).[4]

Em 2003 ingressou na Ordem dos Pregadores, concluindo o noviciado no Convento de Formação de Salamanca, onde em 17 de setembro de 2004 emitiu a primeira profissão religiosa.
- Vigário paroquial do Santíssimo Cristo de Madri e coordenador pastoral do Colégio Nuestra Señora de Atocha (2006-2010).
- Promotor da Pastoral Juvenil e Vocacional da Província Dominicana (2009-2012).
- Vigário Paroquial do Santuário de Nossa Senhora de Atocha (2010-2016).
- Prior do Convento de Santa Catalina em Barcelona (2016-2018).[6]
- Promotor Provincial de Justiça e Paz (2013-2021).
- Promotor da Justiça e da Paz a nível europeu (2016-2022).[7][8]
- Membro da Coordenação do Observatório de Direitos Humanos Samba Martine (desde 2016).[6]
- Prior do Convento de Santo Tomás de Aquino, em El Olivar, Madri (desde 2019).[5]
- Diretor do O_Lumen —Espaço para artes e palavras—[9] (desde 2021).
- Diretor do Departamento de Migrações da Conferência Episcopal Espanhola (desde 2021).[10]
- Diretor do programa de pré-noviciado da Província Dominicana (a partir de 2022).

### Episcopado
Em 8 de outubro de 2024, o Papa Francisco o nomeou Bispo de Sant Feliu de Llobregat. Esta nomeação marca um acontecimento significativo, sendo a primeira vez em 60 anos que um dominicano assume o episcopado numa diocese espanhola.
Foi consagrado em 30 de novembro do mesmo ano, durante uma cerimônia na Catedral de Sant Feliu de Llobregat, pelo Cardeal Juan José Omella Omella. Ele tomou posse canônica no mesmo dia de sua ordenação. O anel, a mitra e o báculo foram doados pela Cáritas Española.
Na Conferência Episcopal de Tarragona, ele é responsável pelo ministério de migração e interculturalidade, bem como pelo ministério dos trabalhadores, desde fevereiro de 2025.

## Posições políticas e ideológicas
Sobre a crise migratória nas Ilhas Canárias, Gómez propõe como solução “facilitar a livre circulação para a península ou para o resto do continente europeu”, permitindo que os migrantes continuem sua viagem ou sejam acolhidos onde for necessário. Ele também promoveu a criação do guia “Hospitalidade Atlântica”, desenvolvido em colaboração com as dioceses do Norte da África. Durante sua posse canônica, ele agradeceu aos migrantes por “virem ao nosso país e revitalizarem nossas Igrejas”.